# Raffaele Palladino
Raffaele Palladino (17. duben 1984, Neapol, Itálie) je italský fotbalový trenér a bývalý fotbalový záložník. Od sezony 2024/25 vede italský klub Fiorentina.

## Hráčská kariéra
Od roku 2000 hrál v mládežnickém týmu Beneventa a také zde odehrál první zápas za dospělé. Všimli si ho funkcionáři Juventusu a koupili jej v roce 2002. Jenže za dva roky neodehrál žádné utkání za dospělé a byl zapůjčen do druholigové Salernitany, kde se stal stabilním členem základní sestavy a za sezonu vstřelil 15 branek. V následující sezoně strávil opět na hostování a to již v prvoligovém Livornu. Zde si přivodil zranění kolene.
V sezóně 2006/07 se natrvalo vrátil do týmu Juventusu, který tehdy hrál ve 2. lize. Vstřelil 8 branek a přispěl tím k postupu do Serie A. V následující sezoně se přes silnou konkurenci nedostal do základní sestavy a tak se v létě 2008 jej koupil Janov po dohodě o spoluvlastnictví za 5 mil. Euro. Odehrál zde dva a půl roku a zahrál si i EL. I zde měl spoustu zranění a i kvůli tomu často nehrál.
V lednu 2011 prodal Janov svou polovinu do Parmy. V létě byl vykoupen i z Juventusu. Je autorem 1000. branky klubu v Serii A. Za klub hrál čtyři a půl roku a odehrál zde celkem 77 utkání a vstřelil 13 branek. Po bankrotu Parmy se stal volným hráčem a podepsal v druholigové Crotoně. Pomohl klubu postoupit a půlce sezoně 2016/17 byl prodán do Janova, kde hrál do ledna 2018. Poté přestoupil do Spezie, kde odehrál poslední zápasy v kariéře. Poslední smlouvu podepsal 31. března 2019 v Monze. Jenže kvůli špatnému zdraví nenastoupil do žádného utkání.

## Hráčská statistika
| Sezóna             | Klub               | Liga               | Liga   | Liga | Ligové poháry | Ligové poháry | Ligové poháry | Kontinentální poháry | Kontinentální poháry | Kontinentální poháry | Celkem | Celkem |
| Sezóna             | Klub               | Soutěž             | Zápasy | Góly | Soutěž        | Zápasy        | Góly          | Soutěž               | Zápasy               | Góly                 | Zápasy | Góly   |
| ------------------ | ------------------ | ------------------ | ------ | ---- | ------------- | ------------- | ------------- | -------------------- | -------------------- | -------------------- | ------ | ------ |
| 2001/02            | Benevento          | Serie C1           | 8      | 1    | -             | 0             | 0             | -                    | 0                    | 0                    | 8      | 1      |
| 2003/04            | Juventus           | Serie A            | 0      | 0    | IP            | 1             | 0             | LM                   | 0                    | 0                    | 1      | 0      |
| 2004/05            | Salernitana        | Serie A            | 39     | 15   | IP            | 4             | 4             | -                    | 0                    | 0                    | 43     | 19     |
| 2005/06            | Livorno            | Serie A            | 22     | 2    | IP            | 3             | 0             | -                    | 0                    | 0                    | 25     | 2      |
| 2006/07            | Juventus           | Serie B            | 25     | 8    | IP            | 0             | 0             | -                    | 0                    | 0                    | 25     | 8      |
| 2007/08            | Juventus           | Serie A            | 26     | 2    | IP            | 5             | 0             | -                    | 0                    | 0                    | 31     | 2      |
| Celkem za Juventus | Celkem za Juventus | Celkem za Juventus | 51     | 10   | -             | 6             | 0             | -                    | 0                    | 0                    | 57     | 10     |
| 2008/09            | Janov              | Serie A            | 28     | 3    | IP            | 2             | 0             | -                    | 0                    | 0                    | 30     | 3      |
| 2009/10            | Janov              | Serie A            | 25     | 4    | IP            | 0             | 0             | EL                   | 5                    | 0                    | 30     | 4      |
| 2010/11            | Janov              | Serie A            | 5      | 0    | IP            | 1             | 0             | -                    | 0                    | 0                    | 6      | 0      |
| 2011               | Parma              | Serie A            | 11     | 3    | IP            | 1             | 0             | -                    | 0                    | 0                    | 12     | 3      |
| 2011/12            | Parma              | Serie A            | 5      | 0    | IP            | 1             | 0             | -                    | 0                    | 0                    | 6      | 0      |
| 2012/13            | Parma              | Serie A            | 8      | 1    | IP            | 0             | 0             | -                    | 0                    | 0                    | 8      | 1      |
| 2013/14            | Parma              | Serie A            | 24     | 3    | IP            | 3             | 2             | -                    | 0                    | 0                    | 27     | 5      |
| 2014/15            | Parma              | Serie A            | 23     | 4    | IP            | 1             | 0             | -                    | 0                    | 0                    | 24     | 4      |
| Celkem za Parmu    | Celkem za Parmu    | Celkem za Parmu    | 71     | 11   | -             | 6             | 2             | -                    | 0                    | 0                    | 77     | 13     |
| 2015/16            | Crotone            | Serie B            | 22     | 4    | IP            | 1             | 0             | -                    | 0                    | 0                    | 23     | 4      |
| 2016/17            | Crotone            | Serie A            | 19     | 2    | IP            | 1             | 0             | -                    | 0                    | 0                    | 20     | 2      |
| 2017               | Janov              | Serie A            | 12     | 0    | IP            | 0             | 0             | -                    | 0                    | 0                    | 12     | 0      |
| 2017/18            | Janov              | Serie A            | 4      | 0    | IP            | 0             | 0             | -                    | 0                    | 0                    | 4      | 0      |
| Celkem za Janov    | Celkem za Janov    | Celkem za Janov    | 74     | 7    | -             | 3             | 0             | -                    | 5                    | 0                    | 82     | 7      |
| 2018               | Spezia             | Serie B            | 6      | 0    | IP            | 0             | 0             | -                    | 0                    | 0                    | 6      | 0      |
| 2019               | Monza              | Serie C            | 0      | 0    | IP            | 0             | 0             | -                    | 0                    | 0                    | 0      | 0      |
| Celkově            | Celkově            | Celkově            | 312    | 51   | -             | 24            | 6             | -                    | 5                    | 0                    | 341    | 57     |

## Trenérská kariéra
Po ukončení hráčské kariéry se stal spolupracovníkem mládežnického sektoru Monzy. V létě 2020 vedl tým do 15 let a za rok vedl již Primaveru (juniorku). Klub dovedl na 4. místo a v play off vypadl v semifinále.
Dne 13. září 2022 získal možnost vést dospělý tým, prvoligovou Monzu, kde vystřídal v klubu Stroppu. Tým se nacházel na dně tabulky s 1 bodem. Při svém debutu vyhrál 1:0 doma proti Juventusu, čímž svému týmu zajistil historicky první vítězství v Serii A. Klub nakonec zachránil a dovedl na senzační 11. místo. Byla mu prodlužena smlouva do roku 2024. Následující sezonu zakončil na 12. místě, ale rozhodl se neprodloužit smlouvu a klub oupustil.
Dne 4.června 2024 podepsal dvouletou smlouvu s Fiorentinou.

## Trenérská statistika
| Sezóna          | Klub            | Liga            | Liga   | Liga  | Liga   | Liga   | Liga                       | Národní poháry | Národní poháry | Národní poháry | Národní poháry | Národní poháry | Národní poháry | Kontinentální poháry | Kontinentální poháry | Kontinentální poháry | Kontinentální poháry | Kontinentální poháry | Kontinentální poháry | Celkem | Celkem | Celkem | Celkem |
| Sezóna          | Klub            | Soutěž          | Zápasy | Výhry | Remízy | Prohry | Umístění                   | Soutěž         | Zápasy         | Výhry          | Remízy         | Prohry         | Úspěch         | Soutěž               | Zápasy               | Výhry                | Remízy               | Prohry               | Úspěch               | Zápasy | Výhry  | Remízy | Prohry |
| --------------- | --------------- | --------------- | ------ | ----- | ------ | ------ | -------------------------- | -------------- | -------------- | -------------- | -------------- | -------------- | -------------- | -------------------- | -------------------- | -------------------- | -------------------- | -------------------- | -------------------- | ------ | ------ | ------ | ------ |
| 2022/23         | Monza           | Serie A         | 32     | 14    | 9      | 9      | Nastoupil v září 11. místo | IP             | 2              | 1              | 0              | 1              | -              | -                    | 0                    | 0                    | 0                    | 0                    | -                    | 34     | 15     | 9      | 10     |
| 2023/24         | Monza           | Serie A         | 38     | 11    | 12     | 15     | 12. místo                  | IP             | 1              | 0              | 0              | 1              | -              | -                    | 0                    | 0                    | 0                    | 0                    | -                    | 39     | 11     | 12     | 16     |
| Celkem za Monzu | Celkem za Monzu | Celkem za Monzu | 70     | 25    | 21     | 24     | -                          | -              | 3              | 1              | 0              | 2              | -              | -                    | 0                    | 0                    | 0                    | 0                    | -                    | 73     | 26     | 21     | 26     |
| 2024/25         | Fiorentina      | Serie A         | ?      | ?     | ?      | ?      | ?. místo                   | IP             | ?              | ?              | ?              | ?              | -              | EKL                  | ?                    | ?                    | ?                    | ?                    | -                    | ?      | ?      | ?      | ?      |
| Celkově         | Celkově         | Celkově         | 70     | 25    | 21     | 24     | -                          | -              | 3              | 1              | 0              | 2              | -              | -                    | 0                    | 0                    | 0                    | 0                    | -                    | 73     | 26     | 21     | 26     |

## Úspěchy

### Hráčské
Juventus
- 1× vítěz 2. italské ligy (2006/07)